# Talebuckel
Das Naturschutzgebiet Talebuckel liegt auf dem Gebiet der
Stadt Offenburg im Ortenaukreis in Baden-Württemberg. 
Das Gebiet erstreckt sich nordöstlich des Offenburger Ortsteils Rammersweier. Südlich und östlich des Gebietes verläuft die Kreisstraße K 5369, westlich verlaufen die K 5324 und die B 3.

## Bedeutung
Das 37,5 ha ha große Gebiet steht seit dem 25. Mai 1995 unter der Kenn-Nummer 3.209 unter Naturschutz. Es handelt sich um 
- ein kleinräumiges Biotopmosaik im hügeligen Gelände der Vorbergzone mit ungedüngtem Grünland, Feldgehölzen, vielgestaltigen Waldrändern, Streuobstbeständen, Feuchtgebieten unterschiedlicher Art und Lößanrissen,
- einen naturhaften Landschaftsteil von besonderer Vielfalt, Eigenart und Schönheit,
- ein Forschungsobjekt für die Naturwissenschaften, insbesondere die Biologie und
- um einen ehemaligen Truppenübungsplatz.[4][5]

## Gedenkstätte
Am 6. Dezember 1944 wurden elf junge Widerstandskämpfer aus dem elsässischen Vieux-Thann, Thann, Cernay, Bitschwiller und Moosch durch die Gestapo ermordet. An jedem Jahrestag findet an der Stele mit den Namen der Opfer ein gemeinsames Gedenken mit Bürgern aus dem Elsass und Offenburg statt. Seit 2003 besteht eine daraus entstandene Gemeindepartnerschaft (Jumelage) zwischen dem französischen Vieux-Thann und dem Offenburger Ortsteil Rammersweier, auf dessen Gemarkung sich das Mahnmal befindet.